# Love Songs (album de Vanessa Paradis)
Pour les articles homonymes, voir Love Songs.
Albums de Vanessa Paradis
Une nuit à Versailles
(2010) Les Sources
(2018)
Singles
- Love Song 4 mars 2013
- Les Espaces et les Sentiments 24 juin 2013
- Mi amor octobre 2013modifier

 Love Songs est le titre du sixième album studio de Vanessa Paradis, sorti en 2013, après Divinidylle en 2007.
Entièrement produit et réalisé par Benjamin Biolay (qui signe huit titres), ce double album inclut vingt chansons (vingt-deux sur l'édition limitée et vingt-quatre sur l'édition collector). Il comprend les participations, entre autres, de Mathieu Boogaerts, Adrien Gallo, Carl Barât, Ben Ricour, François Villevieille (du groupe français Éléphant), Mickaël Furnon, Johnny Depp, Jérôme Attal et Marcel Kanche.
L'album a été enregistré et mixé à Bruxelles, au Studio ICP, par Erwin Autrique. Six titres ont été mixés par l'ingénieur du son Tchad Blake, déjà présent sur l'album Bliss.
Il contient deux duos : Les Roses roses avec Benjamin Biolay et The Dark, It Comes avec Carl Barât ainsi que la reprise d'une chanson napolitaine, Tu si na cosa grande (enregistrée spécialement pour le film Fading Gigolo).
La pochette de l'album, largement inspirée de Portrait with Perfume Flask (c.1930) d'Aleksandr Rodchenko, est réalisée par Jean-Baptiste Mondino et les graphistes français M/M.
L'édition collector possède deux chansons supplémentaires et un poster recto-verso réalisé par M/M sur une photo de Karim Sadli.
Bien accueilli par la critique, Love Songs se classe no 1 des ventes dès sa sortie. Il s'écoule à 200 000 exemplaires et obtient un double disque de platine. Dans le classement annuel de 2013, il est la 22e meilleure vente.
La chanteuse se produit sur la scène du Casino de Paris du 5 au 13 novembre 2013 et en tournée du 12 octobre au 19 décembre 2013 lors du Love Songs Tour. Elle poursuit cette tournée durant l'été 2014 en Europe et notamment en France au Zénith de Paris, le 3 juillet, ainsi que dans de nombreux Festivals d'été.
Cet album est interprété sur scène dans son intégralité lors de deux représentations exceptionnelles données par Vanessa Paradis aux Nuits de Fourvière de Lyon les 10 juin et 27 juillet 2014, accompagnée par les musiciens du Conservatoire à Rayonnement Régional de Lyon dirigés par Benjamin Biolay.
En 2014, le single Mi amor est choisi pour illustrer la campagne publicitaire TV mondiale du parfum Love Story de la maison Chloé, réalisée par Mélanie Laurent.

## Liste des titres

### Disque 1
| No  | Titre                                    | Paroles                          | Musique               | Durée |
| --- | ---------------------------------------- | -------------------------------- | --------------------- | ----- |
| 1.  | L'Au-delà                                | Mickaël Furnon                   | Mickaël Furnon        | 3:19  |
| 2.  | Love Song                                | Benjamin Biolay, Vanessa Paradis | Benjamin Biolay       | 3:31  |
| 3.  | C'est quoi ?                             | Mathieu Boogaerts                | Mathieu Boogaerts     | 3:11  |
| 4.  | Les Espaces et les Sentiments            | François Villevieille            | François Villevieille | 3:08  |
| 5.  | Prends garde à moi                       | Benjamin Biolay                  | Benjamin Biolay       | 4:04  |
| 6.  | Tu pars comme on revient                 | Benjamin Biolay                  | Benjamin Biolay       | 2:56  |
| 7.  | The Dark, It Comes (duo avec Carl Barât) | Carl Barât                       | Carl Barât            | 4:01  |
| 8.  | Rocking Chair                            | Benjamin Biolay                  | Vanessa Paradis       | 4:20  |
| 9.  | Station 4 septembre                      | Benjamin Biolay                  | Benjamin Biolay       | 3:29  |
| 10. | Tu vois c'que je vois                    | Mathieu Boogaerts                | Mathieu Boogaerts     | 3:14  |

### Disque 2
| No  | Titre                                      | Paroles               | Musique                                      | Durée |
| --- | ------------------------------------------ | --------------------- | -------------------------------------------- | ----- |
| 1.  | La Crème                                   | Pierre Grillet        | Ben Ricour                                   | 2:40  |
| 2.  | Le Rempart                                 | Mathieu Boogaerts     | Mathieu Boogaerts                            | 3:11  |
| 3.  | Mi amor                                    | Adrien Gallo          | Adrien Gallo                                 | 3:07  |
| 4.  | New Year                                   | Ruth Ellsworth Carter | Lily-Rose Depp, Johnny Depp, Vanessa Paradis | 3:08  |
| 5.  | Tu si na cosa grande                       | Roberto Gigli         | Domenico Modugno                             | 2:51  |
| 6.  | Sombreros                                  | Jérôme Attal          | Ben Ricour                                   | 4:23  |
| 7.  | Être celle                                 | Marcel Kanche         | Vanessa Paradis                              | 3:38  |
| 8.  | Doorway                                    | Vanessa Paradis       | Vanessa Paradis                              | 2:59  |
| 9.  | La Chanson des vieux cons                  | Benjamin Biolay       | Benjamin Biolay                              | 4:44  |
| 10. | Les Roses roses (duo avec Benjamin Biolay) | Benjamin Biolay       | Benjamin Biolay                              | 3:49  |

### Titres bonus
| No | Titre                                          | Paroles           | Musique           | Durée |
| -- | ---------------------------------------------- | ----------------- | ----------------- | ----- |
| 1. | Plus d'amour                                   | Benjamin Biolay   | Benjamin Biolay   | 3:55  |
| 2. | Encore                                         | Mathieu Boogaerts | Mathieu Boogaerts | 3:41  |
| 3. | Attention à toi (uniquement en téléchargement) | Mathieu Boogaerts | Mathieu Boogaerts | 2:33  |
| 4. | La Marée (uniquement sur l'édition collector)  | Adrien Gallo      | Adrien Gallo      | 2:50  |

## Singles
- Love Song (4 mars 2013)
- Les Espaces et les Sentiments (24 juin 2013)
- Mi amor (16 octobre 2013)

## Classements
| Classement (2013)            | Meilleure position |
| ---------------------------- | ------------------ |
| France (SNEP)                | 1                  |
| Belgique (Wallonie Ultratop) | 2                  |
| Suisse (Schweizer Hitparade) | 4                  |